# Wikipédia en aroumain
Wikipédia en aroumain (en aroumain : Wikipedia pi armãneashc) est l’édition de Wikipédia en aroumain, langue romane orientale parlée principalement en Albanie, Grèce, Roumanie et Serbie. L'édition est lancée en mai 2004. Son code est : roa-rup.
Au 21 mars 2025, l'édition en aroumain contient 1 389 articles et compte 14 970 contributeurs, dont 22 contributeurs actifs et 1 administrateur.

## Présentation

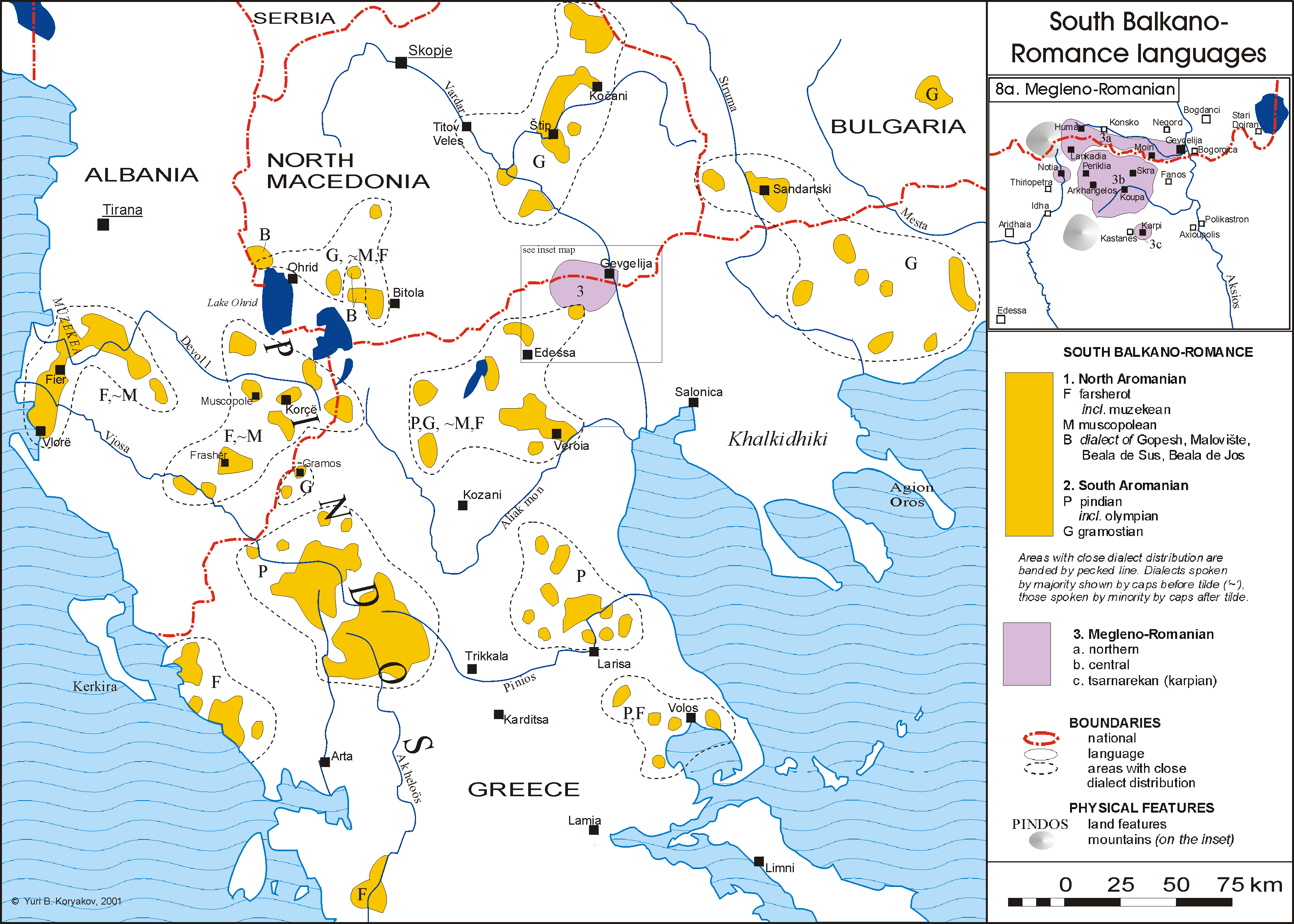
Répartition géographique des langues romanes orientales.

## Statistiques
- En août 2014, l'édition en aroumain compte quelque 720 articles.
- Le 20 septembre 2022, elle contient 1 296 articles et compte 13 057 contributeurs, dont 13 contributeurs actifs et 1 administrateur.
- Le 31 août 2024, elle contient 1 386 articles et compte 14 565 contributeurs, dont 18 contributeurs actifs et 1 administrateur.